# Милошевич, Душан
Ду́шан Мило́шевич (серб. Душан Милошевић / Dušan Milošević; 25 мая 1894, Страгари — 19 мая 1967, Белград) — сербский спортсмен, выступавший в лёгкой атлетике, плавании и футболе. Стартовал в беге на 100 метров на летних Олимпийских играх 1912 года в Стокгольме, как футболист играл на позиции защитника в белградском клубе ОФК. Участник Первой мировой войны.

## Биография
Душан Милошевич родился 25 мая 1894 года в деревне Страгари Шумадийского округа Королевства Сербия.
В течение нескольких лет представлял Сербию на различных международных соревнованиях по лёгкой атлетике и плаванию. Наибольшего успеха в своей спортивной карьере добился в сезоне 1912 года, когда на соревнованиях в Кошутняке в гонке на 100 метров выбежал из двенадцати секунд — этого результата оказалось достаточно для отбора на летние Олимпийские игры в Стокгольме. Он стал одним из двух первых участников Олимпийских игр в истории Сербии, другим являлся бегун на длинные дистанции Драгутин Томашевич.
На Олимпиаде Душан Милошевич стартовал в восьмом предварительном забеге и преодолел стометровую дистанцию за 11,6 секунды, разделив первое место с шведом Кнутом Линдбергом и представителем Богемии Бедржихом Выгодой. Он получил право пройти в следующий раунд соревнований, но вынужден был отказаться от этого из-за внезапно возникшей боли в животе. Милошевича госпитализировали, и стокгольмские врачи обнаружили в его организме мышьяк, что наводит на мысль об умышленном отравлении. Сербский спортсмен провёл в больнице несколько недель, здесь вместе с дочерью его посетил президент Международного олимпийского комитета Пьер де Кубертен. Шведская полиция возбудила дело по факту отравления, однако расследование в итоге ни к чему не привело, и виновный так и не был установлен.
После возвращению в Сербию Милошевич продолжил активно заниматься спортом, в частности стал одним из первых в стране футболистов. Был одним из основателей столичного футбольного клуба ОФК, где играл на позиции защитника.
Во время Первой мировой войны был арестован, содержался в лагере для военнопленных в Венгрии.
Умер 19 мая 1967 года в Белграде в возрасте 72 лет.